# Platycheirus muelleri
Platycheirus muelleri är en tvåvingeart som först beskrevs av Marcuzzi 1941.  Platycheirus muelleri ingår i släktet fotblomflugor, och familjen blomflugor.
Artens utbredningsområde är Italien. Inga underarter finns listade i Catalogue of Life.